# Český Krumlov
Český Krumlov (tjekkisk udtale: [ˈtʃɛskiː ˈkrumlof] (tysk: Krumau eller Böhmisch Krumau) er en by i regionen Sydbøhmen i Tjekkiet, med omkring 13.000 indbyggere. Den er kendt som et turistcenter, som er blandt de mest besøgte steder i landet. Det historiske centrum med Český Krumlov Slotskompleks er beskyttet ved lov som et bymonumentreservat, og siden 1992 har det været udpeget på UNESCOs verdensarvsliste på grund af dets velbevarede gotiske, renæssance- og barokarkitektur.
Český Krumlov består af bydelene  Domoradice, Horní Brána, Latrán, Nádražní Předměstí, Plešivec og Vnitřní Město og landsbyerne Nové Dobrkovice, Nové Spolí, Slupenec og Vyšný.

## Etymologi
Krumlov har sin oprindelse i mellemhøjtysk Krumme Aue, som kan oversættes til kroget eng, efter et sving på  floden Vltava. Adjektivet Český ("Bømisk") blev tilføjet i det 15. århundrede for at adskille det fra Moravský Krumlov i det sydlige Mæhren.

## Geografi
Český Krumlov ligger omkring 20 km  sydvest for České Budějovice og 134 km  syd for Prag. Den ligger på begge bredder af floden Vltava. Det ligger i forbjergene til f Bøhmerwald. Det højeste punkt i kommunens område er bakken Vyšný vrch på 744 meter  over havets overflade. Den nordlige del af området ligger i Blanský les beskyttede landskabsområde.

## Historie
Takket være den bekvemme beliggenhed ved floden har området været permanent beboet. Områdets ældste boplads går tilbage til ældre stenalder (70.000–50.000 f.Kr.), massebebyggelsen er påvist i bronzealderen (1.500 f.Kr.). Der var Keltiske bosættelser  i yngre jernalder (ca. 400 f.Kr.), og den første slaviske bosættelse fra det 6. århundrede e.Kr. I den tidlige middelalder førte handelsruter gennem dette område langs Vltava.
Český Krumlov Slot blev grundlagt kort før 1250 af en lokal gren af den adelige Vítkovci-familie, efterkommere af Witiko af Prčice. Den første skriftlige omtale af Český Krumlov var i et skøde fra 1253 som Chrumbenowe. Byen blev etableret i to etaper. Den første del kaldet Latrán blev bygget spontant under slottet, hovedsageligt af folk, der havde en administrativ forbindelse med slottet. Den anden del blev efterfølgende grundlagt som en helt ny bebyggelse og kaldt Old Town. Siden byens grundlæggelse har både tjekkiske og tyske nationaliteter været repræsenteret. Et jødisk samfund er dokumenteret siden 1334.
I 1302 uddøde Vítkovci-linjen, og kong Wenceslaus 2. som erhvervede godset og slottet ved hjemfald, afstod det til Rosenberg-familien, som senere gjorde det til deres families hovedresidens. Peter 1. af Rosenberg lod det nuværende øvre slot opføre i begyndelsen af det 14. århundrede. Under hans styre blomstrede Rosenberg-godserne. Český Krumlov opnåede den højeste velstand i det 15. århundrede under styret af Oldřich 2.af Rosenberg, da godset blev udvidet betydeligt.
Rosenbergerne fremmede stærkt handel og håndværk inden for bymurene. I slutningen af det 15. århundrede, da der blev fundet guld nær  byen, kom tyske minearbejdere for at bosætte sig, hvilket ændrede den etniske balance endnu mere. I en af kirkerne blev prædikenerne holdt på tjekkisk indtil 1780'erne, hvor kirken Saint Judoc blev lukket. I 1555 samlede Vilhelm af Rosenberg  bydelene af Latrán og den gamle bydel, som indtil da havde været adskilt, og forenede byen. I slutningen af 1500-tallet lod han slottet genopføre  i renæssancestil.
I 1602 solgte Vilhelms bror Peter Vok af Rosenberg Krumlov til kejser Rudolf 2. som gav den til sin uægte søn Julius d'Austria. Efter det bøhmiske oprør og slaget ved Det Hvide Bjerg i 1620 gav kejser Ferdinand 2. Krumlov til det adelige Huset Eggenberg, og byen blev sæde for hertugdømmet Krumlov. Fra 1719 til 1947 tilhørte slottet Huset Schwarzenberg.
I det 19. århundrede skete industrialiseringen og udviklingen af transporten, og det meste af byens befæstning blev revet ned.
Der var 8.662 indbyggere i Krumlov i 1910, hvoraf 7.367 (85 %) var tyskere og 1.295 (15 %) tjekker. Efter 1. verdenskrig var Český Krumlov en del af Bøhmiske Skovregion i et nyoprettet Tjekkoslovakiet, men tysk-østrigske deputerede erklærede regionen for at være en del af Tysk-Østrig. I 1919 anerkendte Saint-Germain-en-Laye-traktaten området som en del af Tjekkoslovakiet. I 1938 blev det annekteret af Nazi-Tyskland, som en del af Reichsgau Oberdonau-enheden i Sudeterlandet, under München-aftalen. Efter 2. verdenskrig blev byens mangeårige tyske befolkning fordrevet, og byen blev igen en del af Tjekkoslovakiet.
Under den kommunistiske æra i Tjekkoslovakiet gik den historiske Český Krumlov i forfald. Men siden fløjlsrevolutionen i 1989 er mange af byens seværdigheder blevet restaureret, og det er nu et populært turistmål.

I august 2002 blev Český Krumlov beskadiget af de  europæiske oversvømmelser i 2002.

## Seværdigheder
Den historiske bymidte med slotskomplekset har siden 1992 været optaget på UNESCOs verdensarvsliste, som en af de første i landet. Byen har beholdt gadeplanen fra middelalderen. Det meste af arkitekturen i den gamle bydel og slottet stammer fra det 14. til det 17. århundrede.  Den historiske kerne, i dag Vnitřní město ("Indre by") bydel, er inden for en hestesko-slynge af floden, med den gamle Latrán bydel og borgkompleks på den anden side af Vltava.
Byen har kun bevaret få fragmenter af byens befæstning, dannet af en byport fra 1598-1602, en bastion fra 1505, og rester af zwinger-mure.